# Station Marigny
Station Marigny is een spoorweghalte in de Franse gemeente Marigny.